# São Sebastião (stație de metrou din Lisabona)
São Sebastião este o stație de transfer în care se întâlnesc linia albastră și cea roșie ale metroului din Lisabona și care este situată sub bulevardul Avenida António Augusto de Aguiar, la intersecția cu Rua Marquês de Fronteira, în cartierul Avenidas Novas.
Stația oferă posibilitatea de acces în nord-estul Parcului Eduard al VII-lea, la centrul comercial El Corte Inglés, la sediul Fundației Calouste Gulbenkian, la Moscheea centrală din Lisabona și la campusul din Campolide al Universității NOVA. 
Precum toate stațiile noi ale metroului din Lisabona, „São Sebastião” este echipată cu scări rulante și ascensoare până la peroane pentru a putea deservi și persoanele cu dizabilități locomotorii.

## Istoric

### Stația de pe Linia albastră
Stația de pe Linia albastră, actualmente terminus al liniei, este una din cele 11 stații care aparțin rețelei originale a metroului din Lisabona, inaugurată pe 29 decembrie 1959. Proiectul original îi aparține arhitectului Francisco Keil do Amaral, iar lucrările plastice pictoriței Maria Keil.
Pe 18 aprilie 1977 au luat sfârșit ample lucrări de extindere a stației, efectuate după un proiect al arhitectului Dinis Gomes. Decorațiunile au fost din nou realizate de pictorița Maria Keil. Extinderea stației a presupus prelungirea peroanelor și construcția unui nou hol de acces.
În august 2009 a fost terminată o profundă modificare a holului de nord, concomitent cu o ușoară modificare a holului de sud și a peroanelor, pe baza proiectului arhitectonic al lui Tiago Henriques. Pictorița Maria Keil s-a ocupat din nou de decorațiuni. Remodelarea și reabilitarea stației au făcut parte din planul de extindere a liniei roșii a metroului, care a mai implicat și construcția unei legături între stația de pe linia albastră și noua stație de pe linia roșie. Pentru acest lucru a fost necesară și închiderea stației de pe linia albastră între 23 mai și 29 iunie 2009, perioadă în care garniturile au traversat stația, însă nu au oprit în ea.

### Stația de pe Linia roșie

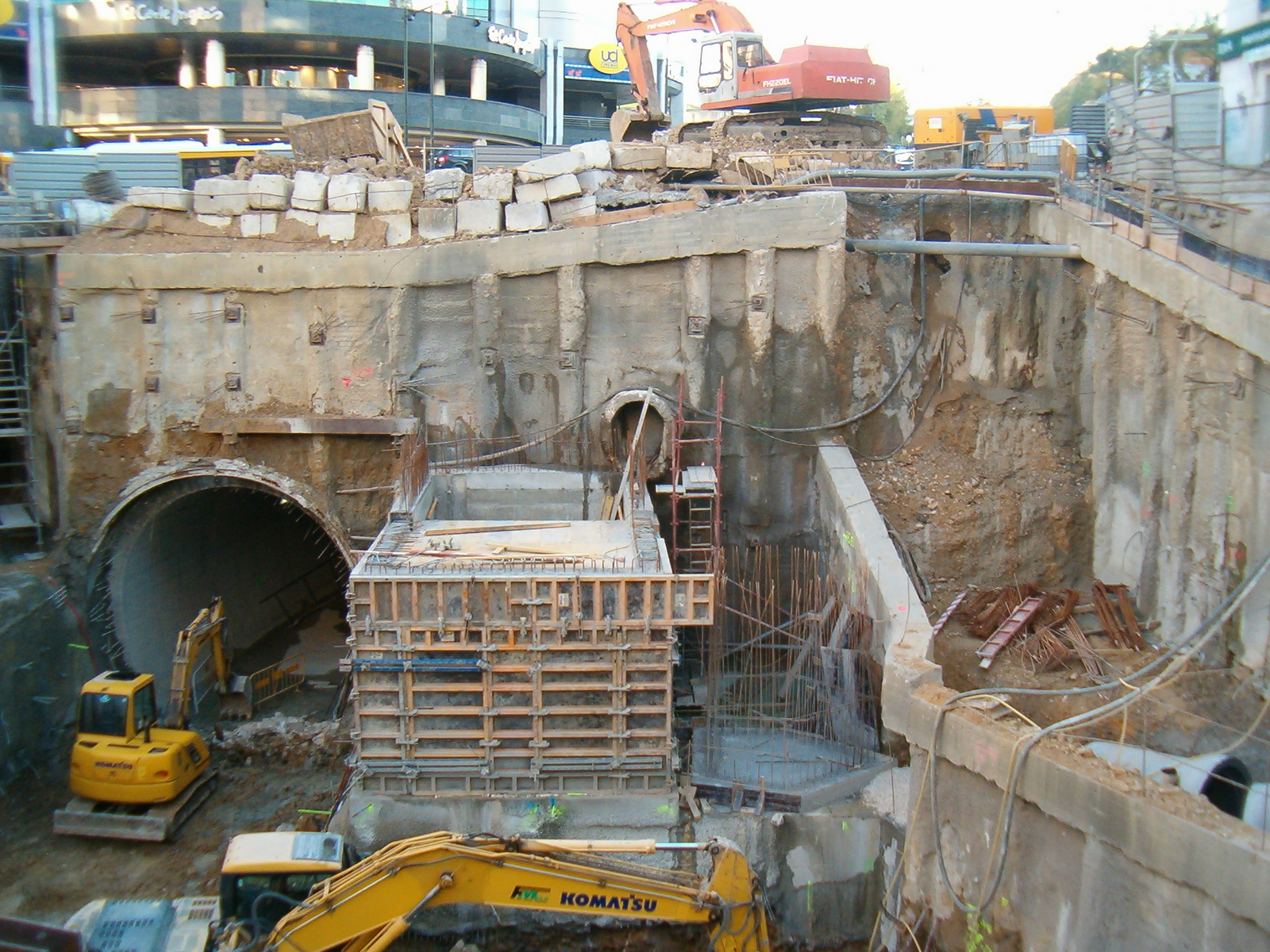
Lucrările de realizare a legăturii între cele două stații, noiembrie 2008

Stația fost inaugurată pe 29 august 2009, împreună cu Saldanha II, odată cu prelungirea liniei roșii către vest și conectarea ei cu linia albastră și cea verde.
Proiectul original îi aparține arhitectului Tiago Henriques, iar decorațiunile artistice pictoriței Maria Keil.

## Legături

### Autobuze orășenești

#### Carris
- 713 Alameda D. A. Henriques ⇄ Gara Campolide
- 742 Bairro Madre Deus (Escola) ⇄ Casalinho da Ajuda
- 746 Marquês de Pombal ⇄ Gara Damaia[10]